# Bon Voyage (倖田來未專輯)
《Bon Voyage》（倖感旅程）是日本歌手倖田來未的第11張原創專輯，於2014年2月26日由Rhythm Zone發行。這是倖田自2012年的《JAPONESQUE》後的首張原創專輯，也是她自2008年的《Kingdom》後製作期最長的原創專輯。多位音樂製作人均參與專輯的製作，包括約瑟夫·勞倫斯、托比·蓋德、T-SK、馬茨·利·斯卡雷、菲格·博斯特倫、湯米·亨裏克森、巴杜爾·哈伯格，以及克拉拉貝爾。專輯也獲肖恩·保罗跟OVDS作為客席歌手獻唱。專輯一共以五個形式發行：CD、CD+DVD、CD+藍光光碟、CD+演唱會DVD的歌迷俱樂部版，以及數碼版。
專輯發行後獲得音樂評論家的讚譽。他們高度讚揚各首歌曲的製作與創作，並讚賞了收錄單曲。《Bon Voyage》成為倖田第九張打進《Oricon》專輯榜冠軍的專輯，但也是她首張在日本未達10萬張出貨量的專輯。因此這也是成為她首張未獲得日本唱片協會任何唱片認證的原創專輯。專輯一共收錄三張單曲以及一張EP。倖田在專輯發行後展開巡迴演唱會「KODA KUMI LIVE TOUR 2014 ～Bon Voyage～」以宣傳作品。

## 發展與詞曲
《Bon Voyage》是倖田自2012年的《JAPONESQUE》後的首張原創專輯。這也是她自2008年的《Kingdom》後製作期最長的原創專輯，均花了兩年製作。。倖田的音樂廠牌Rhythm Zone與其所屬母公司Avex Trax在專輯起用多位製作人，包括約瑟夫·勞倫斯、托比·蓋德、T-SK、馬茨·利·斯卡雷、菲格·博斯特倫、湯米·亨裏克森、巴杜爾·哈伯格，以及克拉拉貝爾。當中亨裏克森與博斯特倫等製作人曾在倖田過往的專輯《Kingdom》與《UNIVERSE》（2010年）上與她合作。《Bon Voyage》是倖田第二張主要由西方製作人及詞曲作家負責的專輯，而第一張則為前作《JAPONESQUE》。倖田的下一張原創專輯《WALK OF MY LIFE》（2015年）其後亦沿用這種方式製作。
《Bon Voyage》是一張J-pop專輯，並融合了鄉村搖滾、流行、節奏藍調、電子舞曲，以及雷鬼多種曲風。這是倖田首張主要由全英语歌曲組成的歌曲，收錄9首英語歌曲、5首日英雙語歌曲，以及2首日語歌曲。倖田參與了所有收錄曲的填詞，當中包括英語歌曲、日語歌曲，以及間奏曲。專輯收錄了兩首間奏曲：〈Introduction ～Bon Voyage～〉與〈Interlude ～Bon Voyage～〉，均以電子音樂及警報聲作為特色。〈SHOW ME YOUR HOLLA〉、〈CRANK THA BAS〉、〈LOL〉、〈Go to the top〉、〈Dreaming Now!〉，以及〈U KNOW〉則包含電子舞曲的元素。獲牙買加饒舌歌手兼音樂家肖恩·保罗客席獻唱的〈LOADED〉，以及〈Winner Girls〉和〈On Your Side〉均包含雷鬼和舞場雷鬼的音樂元素。《Hot Shot Discs》的平賀哲雄在評論單曲〈Go to the top〉與〈好愛好愛你〉時，指出前者的電子舞曲、迴響貝斯，以及芯片音乐的音樂元素，以及後者的抒情流行曲旋律。倖田的夏日EP《Summer Trip》收錄曲包括〈LALALALALA〉與〈TOUCH DOWN〉，平賀指出前者的鄉村搖滾元素，以及後者的節奏藍調元素。

## 發行與包裝
《Bon Voyage》於2014年2月26日由Rhythm Zone與台灣Avex以五個形式發行。專輯的CD版收錄16首歌曲。CD+DVD版收錄同樣16首歌曲，並附贈收錄〈SHOW ME YOUR HOLLA〉、〈LOL〉、〈Dreaming Now!〉、〈TOUCH DOWN〉、〈LALALALALA〉、〈好愛好愛你〉與〈Go to the top〉的音樂影片，以及〈SHOW ME YOUR HOLLA〉與〈LOL〉的製作影片。CD+藍光光碟收錄同樣內容，而三個版本的首批包裝均為紙盒形式，並附贈全息貼紙、演唱會VIP席購買資格抽獎密碼，以及演唱會周邊商品購買券。名為「歌迷俱樂部版」的特別版僅在倖田的網站上發行，CD收錄同樣16首歌曲，而DVD則收錄倖田在2013年舉行的歌迷俱樂部演唱會影像。此版本以A5尺寸的特殊包裝發行。專輯最後一張個版本為數碼版，收錄曲目與CD版一致。
《Bon Voyage》的五個封面均由下村一喜拍攝，並以遊輪人員作為視覺概念。CD版的紙盒封面採用倖田蹲下握住遊輪方向盤的照片，而光碟盒封面則為她拿著救生圈的照片。CD+DVD版的紙盒封面採用身穿船長裝的倖田大頭照，而光碟盒封面則為她在救生圈上擺姿勢的照片。CD+藍光光碟的紙盒與光碟盒封面均為倖田以双筒望远镜擺姿勢的照片，而歌迷俱樂部版封面則為倖田坐在遊輪方向盤上的大頭照。專輯的數碼版採用CD+DVD版的大頭照封面。專輯的封面與相關照片由United Lounge Tokyo的成員設計，各版本的歌詞本內頁照均採用倖田的不同照片。

## 專業評價
| 評論得分       | 評論得分 |
| 來源           | 評分     |
| -------------- | -------- |
| Japako Music   | 正面     |
| JPopJRocks.com | B−       |

《Bon Voyage》獲得音樂評論家的讚譽。Japako Music的科斯蒂·H.給予專輯正面評價，指它「完美展現出倖田來未的豐富經驗」。科斯蒂讚賞倖田的「私人歌曲」以及專輯的音樂變化。在專輯的整體音樂特色上，她表示：「這張專輯整體很好，動聽易記，而且清晰展現出倖田來未的成熟和豐富經驗。所有歌曲都很動聽易記，這使得這張專輯聽起來更有趣」。JPopJRocks.com旗下網站GK:AD的傑莉與澤羅給予專輯B-評價，讚賞當中的舞曲作品為瑰寶，並稱讚專輯的大部分抒情曲。澤羅特別讚賞〈Imagine〉為專輯最出色的歌曲。然而他們均批評專輯後半的作品。

## 商業成績
《Bon Voyage》發行後空降《Oricon》專輯榜的日榜與週榜單冠軍，首週銷量超過46,000張。這成為倖田第九張打進週榜冠軍的專輯，但創下她自出道專輯《Affection》（2002年）後的最低首週銷量。專輯在次週下滑至第21位，賣出超過5,000張。專輯在榜單前百名逗留了4週，並在榜單前300名總共逗留了12週。截至2016年1月，《Bon Voyage》在日本賣出59,499張，並成為她首張出貨量未達100,000張的原創專輯，因而未能獲得日本唱片協會任何唱片認證。這成為她當時最低的銷量的原創專輯，但其後被她在翌年3月發行的下一張原創專輯《WALK OF MY LIFE》取代。《Bon Voyage》亦在發行首週空降日本《告示牌》的專輯銷售榜第5位。

## 宣傳

### 單曲
〈Go to the top〉在2012年10月24日作為專輯的首張單曲發行。歌曲被選為âge開發的動畫系列《Muv-Luv Alternative Total Eclipse》片頭曲。歌曲發行後獲得音樂評論家的讚譽，包括讚賞歌曲的作曲、歌詞內容，以及倖田的聲樂風格。歌曲亦因其芯片音乐元素而獲得少量批評。〈Go to the Top〉在日本獲得商業成功，發行首週空降《Oricon》單曲榜冠軍，成為倖田的第8首冠軍單曲。歌曲亦打進日本《告示牌》的百強單曲榜第10位，並獲得日本唱片協會頒發金唱片認證，代表實體出貨量達到100,000張。歌曲的音樂影片由中野友愛在東京都拍攝，展現出動畫化的倖田在賽道上與另一位賽手騎乘大型機械人比賽翔行。
〈好愛好愛你〉於2012年12月26日作為專輯第二張單曲發行。歌曲發行後獲得音樂評論家的讚譽，包括讚賞歌曲的作曲、歌詞內容，以及倖田的聲樂風格；評論家亦指出它為專輯的突出歌曲，並稱其為「瑰寶」。單曲在日本的實體銷量欠佳，打進《Oricon》單曲榜第7位，並售出超過23,000張，創下倖田自2005年的〈Hot Stuff〉後的最低銷量。然而歌曲獲得了日本唱片協會頒發的金唱片單曲下載認證，代表單曲下載量達到100,000次。歌曲的音樂影片由Ryuji★Seki拍攝，展現倖田在地下鐵月台及小房間裡歌唱的片段。

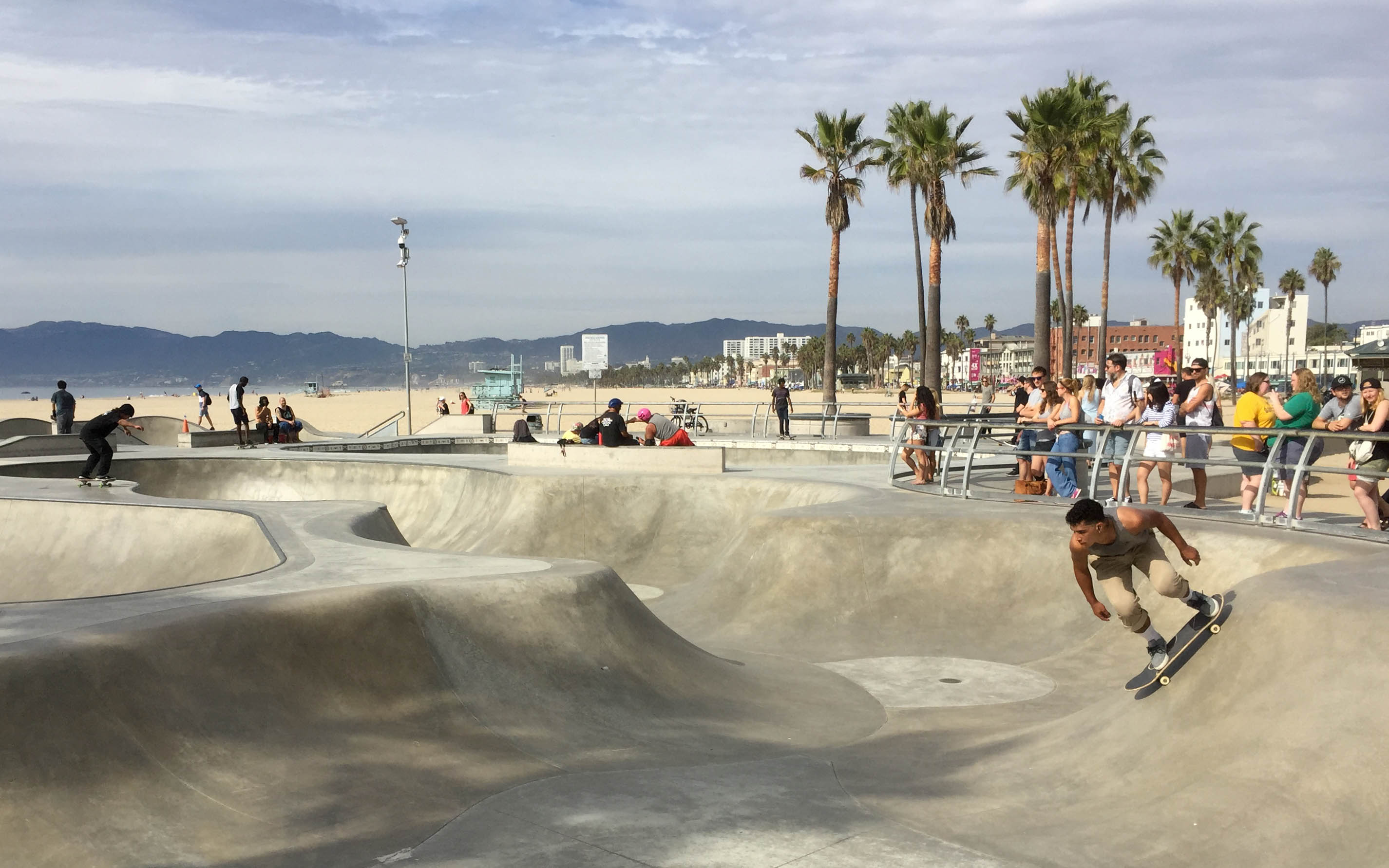
〈LALALALALA〉的音樂影片在洛杉磯威尼斯的威尼斯濱海大道（上圖）拍攝。這是倖田第一支在美國取景的音樂影片

《Summer Trip》於2013年7月31日作為專輯的第三張單曲兼首張EP單曲發行。這張EP收錄4首間奏曲，以及3首新曲：〈LALALALALA〉、〈TOUCH DOWN〉，以及〈IS THIS TRAP?〉。《Summer Trip》發行後獲得音樂評論家的讚譽，包括讚賞各首歌曲的作曲與創作。《Summer Trip》發行後空降日本《Oricon》單曲榜第6位，並售出超過20,000張。〈LALALALALA〉亦打進日本《告示牌》百強單曲榜第23位。這成為倖田最低銷量的EP，取代售出74,000張的《4 TIMES》（2011年）。〈LALALALALA〉與〈TOUCH DOWN〉的音樂影片均在加利福尼亚州的威尼斯拍攝。
〈Dreaming Now!〉在2013年11月13日作為專輯的第四張兼最後一張單曲發行，當天也是倖田的31歲生日。倖田為日本參與2013年男子與女子排球世界大冠軍盃而創作，這兩項比賽均選址日本舉行。歌曲發行後獲得音樂評論家的讚譽，包括讚賞它的作曲，以及稱它為比賽的頌歌。雖然單曲發行後以超過26,000張累積銷量超越〈好愛好愛你〉與《Summer Trip》的銷量，但最高僅登上《Oricon》單曲榜第9位。它亦打進日本《告示牌》百強單曲榜第33位。〈Dreaming Now!〉的音樂影片在東京都拍攝。

### 巡迴演唱會
倖田在《Bon Voyage》發行後展開巡迴演唱會「KODA KUMI LIVE TOUR 2014 ～Bon Voyage～」以宣傳作品。演唱會延續了專輯的遊輪主題，在日本巡迴演出並於台灣演出最終場。倖田在演唱會演唱了〈On Your Side〉與〈Introduction ～Bon Voyage～〉以外的所有專輯曲，而《Summer Trip》的〈IS THIS TRAP?〉亦獲加入演唱曲目。演唱會的影像以2DVD及藍光光碟形式發行。DVD版的附贈DVD收錄了《WALK OF MY LIFE》的新曲〈MONEY IN MY BAG〉現場版、〈CRANK THA BASS〉的背景影片，以及演唱會的製作紀錄片。這些內容亦同樣收錄在藍光光碟版。演唱會的影像發行後分別打進《Oricon》的DVD榜及藍光光碟榜前10位。為了宣傳《Bon Voyage》的歌曲，〈CRANK THA BASS〉、〈LOADED〉、〈IS THIS TRAP?〉、〈Dreaming Now!〉、〈TOUCH DOWN〉、〈Winner Girls〉，以及〈LALALALALA〉的重混版均收錄在倖田同年發行後的混音專輯《Koda Kumi Driving Hit's 6》。

## 歌曲列表
| CD   | CD                          | CD | CD                                                                                    | CD                               | CD   |
| 曲序 | 曲目                        | | 作曲                                                                                  | 製作人                           | 时长 |
| ---- | --------------------------- | --- | ------------------------------------------------------------------------------------- | -------------------------------- | ---- |
| 1.   | Introduction ～Bon Voyage～ | 倖田來未 | 約瑟夫·勞倫斯                                                                         | 勞倫斯                           | 1:30 |
| 2.   | SHOW ME YOUR HOLLA          | 倖田 米莉安·內沃 （ 英语 ： Nervo (duo)） 奧利維亞·內沃 （ 英语 ： Nervo (duo)）                                                                | T-SK 內沃 內沃 Kim Taesung                                                            | T-SK                             | 3:08 |
| 3.   | LOADED（肖恩·保罗客串）     | 倖田 阿拉瑪·布朗 托比·蓋德 （ 英语 ： Toby Gad） 保羅                                                                             | 蓋德                                                                                  | 蓋德                             | 4:17 |
| 4.   | Winner Girls                | 倖田 阿爾比·阿爾貝鬆 大槻幽香                                                                                             | Mussashi                                                                              | Mussashi                         | 3:21 |
| 5.   | Imagine                     | 倖田 | Fast Lane 馬茨·利·斯卡雷                                                              | 利·斯卡雷                        | 4:14 |
| 6.   | 好愛好愛你（）              | 倖田 | Jam9 M.I.                                                                             | 家原正樹                         | 5:11 |
| 7.   | LALALALALA                  | 倖田 | 菲格·博斯特倫 安娜·恩格                                                               | 博斯特倫                         | 3:37 |
| 8.   | Let's show tonight          | 倖田 為岡園美 | UTA                                                                                   | UTA                              | 1:21 |
| 9.   | Interlude ～Bon Voyage～    | 倖田 | 勞倫斯                                                                                | 威爾·西姆斯                      | 1:12 |
| 10.  | TOUCH DOWN                  | 倖田 蓋德 喬安娜·李文絲奇                                                                                                 | 蓋德                                                                                  | 蓋德                             | 3:44 |
| 11.  | CRANK THA BASS（OVDS客串）  | 倖田 Kalis | 湯米·亨裏克森 （ 英语 ： Tommy Henriksen） 奇奧馬·哈茲                                               | 亨裏克森                         | 3:15 |
| 12.  | LOL                         | 倖田 朗尼·斯文森 （ 英语 ： Dsign Music） 安妮·朱迪絲·維克 （ 英语 ： Dsign Music） 內爾敏·哈蘭巴斯克 （ 英语 ： Dsign Music） 巴杜爾·哈伯格 （ 英语 ： Bárður Háberg） | 斯文森 （ 英语 ： Dsign Music） 維克 （ 英语 ： Dsign Music） 哈蘭巴斯克 （ 英语 ： Dsign Music） 哈伯格 （ 英语 ： Bárður Háberg） | Dsign Music （ 英语 ： Dsign Music） 哈伯格 | 3:28 |
| 13.  | Go to the top               | 倖田 | 克拉拉貝爾                                                                            | 克拉拉貝爾                       | 3:49 |
| 14.  | Dreaming Now!               | 倖田 | Mitsu. J                                                                              | Mitsu. J                         | 4:18 |
| 15.  | On Your Side                | Mocha | 基普·威廉斯 凱爾·希勒                                                                 | 威廉斯 希勒                      | 2:59 |
| 16.  | U KNOW                      | 倖田 布魯諾·洛佩茲 洛·阿爾布林格 馬丁·維克 格倫·埃里克森                                                                  | 阿爾布林格 維克 埃里克森                                                              | Reflection Music                 | 3:24 |

| DVD／藍光光碟 | DVD／藍光光碟                  |
| 曲序          | 曲目                           |
| ------------- | ------------------------------ |
| 1.            | SHOW ME YOUR HOLLA（音樂影片） |
| 2.            | LOL（音樂影片）                |
| 3.            | Dreaming Now!（音樂影片）      |
| 4.            | TOUCH DOWN（音樂影片）         |
| 5.            | LALALALALA（音樂影片）         |
| 6.            | 好愛好愛你（音樂影片）         |
| 7.            | Go to the top（音樂影片）      |
| 8.            | SHOW ME YOUR HOLLA（製作影片） |
| 9.            | LOL（製作影片）                |

| 歌迷俱樂部限定版DVD - 《KODA KUMI Fanclub Live Tour ～Let's Party Vol.2～》 | 歌迷俱樂部限定版DVD - 《KODA KUMI Fanclub Live Tour ～Let's Party Vol.2～》 |
| 曲序                                                                        | 曲目                                                                        |
| --------------------------------------------------------------------------- | --------------------------------------------------------------------------- |
| 1.                                                                          | Lay Down                                                                    |
| 2.                                                                          | UNIVERSE                                                                    |
| 3.                                                                          | ECSTASY                                                                     |
| 4.                                                                          | Candy                                                                       |
| 5.                                                                          | Hot Stuff                                                                   |
| 6.                                                                          | 最後的雨（）                                                                |
| 7.                                                                          | you                                                                         |
| 8.                                                                          | Rain                                                                        |
| 9.                                                                          | You're so Beautiful                                                         |
| 10.                                                                         | one                                                                         |
| 11.                                                                         | Medley（Can We Go Back／POP DIVA／Hey Baby!／Whatchu Waitin' On?）          |
| 12.                                                                         | Dreaming Now!                                                               |
| 13.                                                                         | BRING IT ON                                                                 |
| 14.                                                                         | Good☆day                                                                    |
| 15.                                                                         | Making of 「Let's Party Vol.2」（特典影片）                                 |
| 总时长：                                                                    | 90:00                                                                       |

## 製作名單
資料來自《Bon Voyage》的專輯注釋

| - 倖田來未 – 聲樂、和聲、填詞 - 約瑟夫·勞倫斯 – 作曲、製作 - 托比·蓋德 – 作曲、製作 - 米莉安·內沃 – 作曲、填詞 - 奧利維亞·內沃 – 作曲、填詞 - T-SK – 作曲、製作 - Kim Taesung – 作曲、填詞 - 阿拉瑪·布朗 – 作曲、填詞 - 阿爾比·阿爾貝鬆 – 作曲、填詞 - 大槻幽香 – 填詞 - Mussashi – 作曲、製作 - Fast Lane – 作曲 - 馬茨·利·斯卡雷 – 作曲、製作 - Jam9 – 作曲 - M.I. – 作曲 - 家原正樹 – 製作 - 菲格·博斯特倫 – 作曲、製作 - 安娜·恩格 – 作曲、製作 - 為岡園美 – 填詞 - UTA – 作曲、製作 - 威爾·西姆斯 – 製作 | - 喬安娜·李文絲奇 – 填詞 - Kalis – 填詞、和聲 - 湯米·亨裏克森 – 作曲、製作 - 奇奧馬·哈茲– 作曲 - Dsign Music – 作曲、製作 - 巴杜爾·哈伯格 – 作曲、製作 - 克拉拉貝爾 – 作曲、製作 - Mitsu. J – 作曲、製作 - 基普·威廉斯 – 作曲、製作 - 凱爾·希勒 – 作曲、製作 - Mocha – 填詞 - 布魯諾·洛佩茲 – 填詞 - 洛·阿爾布林格 – 填詞、作曲、製作 - 馬丁·維克 – 填詞、作曲、製作 - 格倫·埃里克森 – 填詞、作曲、製作 - Reflection Music – 製作 - 肖恩·保罗 – 填詞、客席聲樂、和聲 - OVDS – 客席聲樂、和聲 - Rhythm Zone - 管理、廠牌 - Avex Trax - 母公司、管理 |

## 榜單排名

### 週榜單
| 榜單（2014年）           | 最高 位置 |
| ------------------------ | --------- |
| 日本（Oricon公信榜）     | 1         |
| 日本（告示牌）專輯銷售榜 | 5         |

### 月榜單
| 榜單（2014年）       | 最高 位置 |
| -------------------- | --------- |
| 日本（Oricon公信榜） | 5         |

## 銷量
| 地區 | 认证 | 认证单位/销量 |
| ---- | ---- | ------------- |
| 日本 | —    | 59,499        |

## 其他版本
Crank Tha Bass feat. OVDS
1. Crank Tha Bass feat. OVDS：收錄於專輯（2014年）
2. Crank Tha Bass feat. OVDS [sumijun vs M.A.D Remix]：收錄於《Koda Kumi Driving Hit's 6》（2014年）
3. Crank Tha Bass feat. OVDS [OVDS Remix] ：收錄於《Koda Kumi Driving Hit's 6》（2014年）

LOADED feat. Sean Paul
1. LOADED feat. Sean Paul：收錄於專輯（2014年）
2. LOADED feat. Sean Paul [ELMER VoVo Remix]：收錄於《Koda Kumi Driving Hit's 6》（2014年）

Winner Girls
1. Winner Girls：收錄於專輯（2014年）
2. Winner Girls [Dank-One Glitch-Hop Remix]：收錄於《Koda Kumi Driving Hit's 6》（2014年）

### 備註
1. ↑  根據專輯注釋其歌詞本，專輯收錄9首英語歌曲（〈Introduction ～Bon Voyage～〉、〈SHOW ME YOUR HOLLA〉、〈LOADED〉、〈Let's show tonight〉、〈Interlude ～Bon Voyage～〉、〈TOUCH DOWN〉、〈CRANK THA BAS〉、〈LOL〉，以及〈Dreaming Now!〉），5首雙語歌曲（〈Winner Girls〉、〈Imagine〉、〈LALALALALA〉、〈On Your Side〉，以及〈U KNOW〉），以及2首日語歌曲（〈好愛好愛你〉和〈Go to the top〉）[2]
2. ↑  雖然9首歌曲均被定義為英語歌曲，但都分別含少量日语歌詞。這情況也同樣出現在包含少量英語歌詞的〈Go to the top〉。然而這些歌曲的創作語言被Rhythm Zone、Avex Trax，以及台灣Avex提供的歌詞本所過分強調[2]，因而被定義為分別所屬的語言

### 資料來源
1. 1 2  Koda, Kumi.  (Liner notes). Kumi Koda. Japan: Rhythm Zone. 2008. RZCD-45831.
2. 1 2 3 4 5 6 7 8 9 10 11  Koda, Kumi.  (Liner notes). Kumi Koda. Japan: Rhythm Zone. 2014. RZCD-59530.
3. ↑  Martin, Ian. . AllMusic. 2010  [2015-11-30]. （原始内容存档于2020-09-17）.
4. ↑  Greenberg, Adam. . AllMusic. 2010  [2015-12-01]. （原始内容存档于2024-05-25）.
5. ↑  Koda, Kumi.  (Liner notes). Kumi Koda. Japan: Rhythm Zone. 2012. RZCD-59081.
6. ↑  Koda, Kumi.  (Liner notes). Kumi Koda. Japan: Rhythm Zone. 2015. RZCD-59747.
7. 1 2 3 4 5 6  CD Journal Staff. . CD Journal. 2014-02-24  [2016-01-07]. （原始内容存档于2016-03-04）.
8. ↑  Double Flow. . Yahoo! Music Japan. 2014-09-10  [2016-01-07]. （原始内容存档于2016-03-28）.
9. ↑  Billboard Japan Staff. . Billboard Japan. 2014-11-10  [2016-01-07]. （原始内容存档于2023-04-05）.
10. 1 2 3  Hiraga, Tetsuo. . Hot Shot Discs; published through Billboard Japan. October 2012  [2016-01-04]. （原始内容存档于2016-03-04）.
11. 1 2  Hiraga, Tetsuo. . Hot Shot Discs; published through Billboard Japan. December 2013  [2016-01-06]. （原始内容存档于2016-03-30）.
12. ↑  St. Michel, Patrick. . The Japan Times. 2013-08-31  [2016-01-04]. （原始内容存档于2023-10-05）.
13. ↑  Amazon Japan staff. . Amazon.co.jp. 2012-10-24  [2016-01-04]. （原始内容存档于2017-08-02）.
14. 1 2  Hiraga, Tetsuo. . Hot Shot Discs; published through Billboard Japan. July 2013  [2016-01-06]. （原始内容存档于2016-03-03）.
15. 1 2 3 4 5  Koda, Kumi.  (CD and DVD; Liner notes). Kumi Koda. Japan: Rhythm Zone. 2014. RZCD-59528/B.
16. 1 2 3  Koda, Kumi.  (CD and Blu-Ray; Liner notes). Kumi Koda. Japan: Rhythm Zone. 2014. RZCD-59529/B.
17. 1 2 3  Koda, Kumi.  (CD and Blu-Ray; Liner notes). Kumi Koda. Japan: Rhythm Zone. 2014. RZC1-59531/B.
18. 1 2  . iTunes Store JP (only released in Japan). 2014-02-26  [2016-01-07]. （原始内容存档于2018-04-07）.
19. 1 2  H., Kirsty. . Japako Music. 2014-02-26  [2016-01-07]. （原始内容存档于2016-11-15）.
20. 1 2  Jaylee; Zero. . GK:AD, a sub-site from JPopJRocks.com. 2014-03-03  [2016-01-07]. （原始内容存档于2016-03-28）.
21. 1 2 3 4 5 6 7 8 9 10 11  . Oricon.   [2014-04-16]. （原始内容存档于2014-01-04）.
22. 1 2 3 4 5 6 7 8 9 10  . Oricon.   [2014-05-21]. （原始内容存档于2010-04-21）.
23. ↑  . Recording Industry Association of Japan. 2016-01-07  [2016-01-07]. （原始内容存档于2019-01-06）.（在搜尋欄搜尋「倖田 來未」以查看倖田所有實體唱片認證）
24. 1 2  . Billboard Japan. 2014-03-10  [2016-01-07]. （原始内容存档于2016-08-16）.
25. ↑  Koda, Kumi.  (Liner notes). Kumi Koda. Japan: Rhythm Zone. 2012. RZCD-59184.
26. ↑  Rhythm Zone staff. . Koda's Official Website. 2012-06-30  [2016-01-04]. （原始内容存档于2012-07-05）.
27. ↑  Ninetails, Vixen. . ComicBuzz.com. 2012-08-21  [2016-01-04]. （原始内容存档于2016-03-27）.
28. ↑  Julie. . GoBoiano.com. 2014  [2016-01-04]. 原始内容存档于2015-12-30.
29. ↑  . Billboard. 2012-11-05  [2014-01-28]. （原始内容存档于2023-10-07）.
30. ↑  . Recording Industry Association of Japan. 2012-11-10  [2014-01-01]. （原始内容存档于2015-09-24）.
31. ↑  . Space Shower.   [2016-01-04]. （原始内容存档于2018-09-03）.
32. ↑  Koda, Kumi.  (Liner notes). Kumi Koda. Japan: Rhythm Zone. 2012. RZCD-59252.
33. ↑  . RIAJ. 2014-02-28  [2014-03-04]. （原始内容存档于2014-03-05）.
34. 1 2  Koda, Kumi.  (Liner notes). Kumi Koda. Japan: Rhythm Zone. 2013. RZCD-59404.
35. ↑  . Billboard. 2013-08-12  [2014-01-28]. （原始内容存档于2019-07-07）.
36. 1 2 3  Koda, Kumi.  (Liner notes). Kumi Koda. Japan: Rhythm Zone. 2013. RZCD-59504.
37. ↑  . Billboard. 2013-11-25  [2014-01-28]. （原始内容存档于2019-04-11）.
38. 1 2 3 4  Koda, Kumi.  (DVD). Kumi Koda. Japan: Rhythm Zone. 2014. RZBD-59692~3.
39. 1 2 3 4  Koda, Kumi.  (DVD). Kumi Koda. Japan: Rhythm Zone. 2014. RZXD-59694.
40. ↑  Koda, Kumi.  (Liner notes). Kumi Koda. Japan: Rhythm Zone. 2013. RZCD-59604.
41. ↑  . Oricon. March 2014  [2014-03-03]. （原始内容存档于2014-03-05）.

## 外部連結
- 《Bon Voyage》 （页面存档备份，存于） – 官方網站